# HD 113823
HD 113823，又名CP-59 4740，SAO 240566、HR 4944，是一颗恒星，视星等为5.99，位于銀經304.94，銀緯2.95，其B1900.0坐标为赤經13h 1m 14s，赤緯-59° 2.95′ 30″。